# Petit Lées
Le Petit Lées est un cours d'eau du Béarn (département des Pyrénées-Atlantiques). Il prend sa source sur la commune de Momy et se jette dans le Léez à Simacourbe.

## Département et communes traversés
Pyrénées-Atlantiques :
- Lembeye
- Lucarré
- Momy
- Peyrelongue-Abos
- Samsons-Lion
- Simacourbe

## Affluents
- le ruisseau de Lanamia
- le ruisseau de Sourville

## Toponymie
L'hydronyme Petit Lées apparaît sous la forme
Petit Léès en 1863 (dictionnaire topographique Béarn-Pays basque).